# Haruka Inoue
Haruka Inoue (jap. 井上 春華 Inoue Haruka; ur. 6 maja 2006 w prefekturze Kioto) – japońska piosenkarka i idolka, członkini 17. generacji żeńskiej grupy idolek Morning Musume.

## Życiorys
23 maja 2023 roku po przejściu przesłuchania z okazji 25. rocznicy Morning Musume „Morning Musume 25 Shuunen Kinen Shin Member Audition -Asu wo Tsukuru no wa Kimi-” (モーニング娘。25周年記念 オーディション 明日を作るのは君), ogłoszono, że dołączy jako członkini 17. generacji do Morning Musume '23 wspólnie z Ako Yumigetą.
Debiut Haruki z grupą Morning Musume '23 odbył się 26 czerwca podczas występu w Nippon Budōkan.
19 sierpnia miał miejsce jej pierwszym występ telewizyjny wspólnie z Ako Yumigetą w programie specjalnym z okazji 25-lecia grupy „モーニング娘。'23 25周年特番〜25年分の禁断ランキング!〜” na kanale TBS 1.
30 sierpnia oficjalnie zadebiutowała w Morning Musume '23 z nową piosenką „なんざんしょ そうざんしょ” zawartą na albumie grupy.
10 maja 2024 roku świętowała swoje 18. urodziny podczas imprezy fanklubowej zatytułowanej „モーニング娘。'24 井上春華バースデーイベント”, obejmującej dwa występy w Square Ebara Hiratsuka Hall.